# Microsoft Live Labs Listas
Listas es una herramienta para la creación, gestión e intercambio de listas, notas y favoritos, está desarrollando en Microsoft Live labs.  Permite a los usuarios rápida y fácilmente editar listas, compartirlos con otros para lectura o edición de wiki-estilo y descubrir las listas de públicas de otros usuarios.
La comunidad de Listas que los usuarios puedan encontrar pone de relieve de las listas más populares de alrededor de la comunidad de listas de públicos, como los más utilizaron etiquetas, "listas más populares" y contribuyentes prolíficos. Los usuarios son capaces de agregar de que otro usuario listas o RSS feed a sus propias Listas para mantenerlos actualizados.

## Barra de herramientas de listas
Barra de herramientas de listas es una barra de herramientas de internet para Internet Explorer que permiten a los usuarios crear listas de resultados de búsqueda, listas de deseos, vídeos, o todos o parte de prácticamente cualquier página que se puede encontrar en la web.